# Contea di Cass (Nebraska)
La contea di Cass (in inglese Cass County) è una contea dello Stato del Nebraska, negli Stati Uniti. La popolazione al censimento del 2000 era di 24 334 abitanti. Il capoluogo di contea è Plattsmouth.